# 다문초등학교 (경기)
다문초등학교는 대한민국 경기도 양평군에 있는 공립 초등학교이다.

## 학교 연혁
- 1938년 4월 1일 : 다문학술강습소 인가
- 1945년 10월 1일 : 사립동명학교로 개칭
- 1947년 10월 1일 : 다문국민학교 승격 개교
- 1996년 3월 1일 : 다문초등학교로 교명 개칭

## 참고 자료
- 다문초등학교 - 한국교육학술정보원 학교알리미